# Benjamin från Tudela

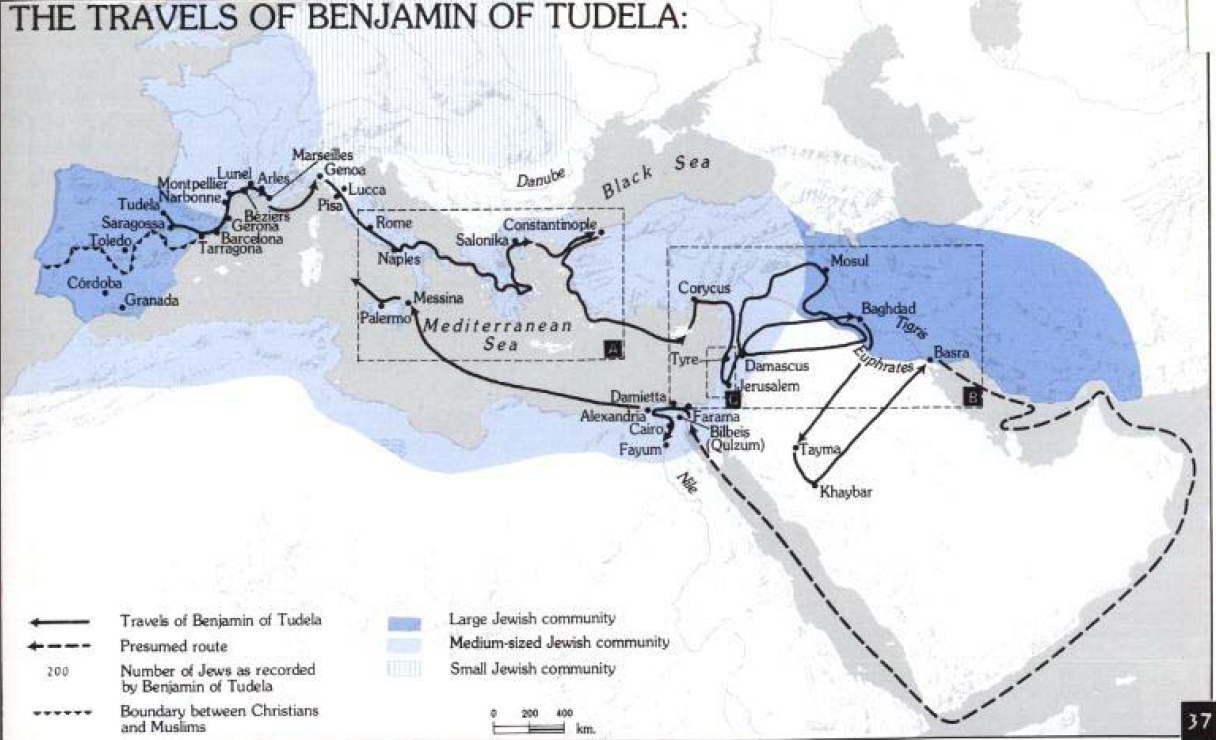
Karta över Benjamin av Tudelas resor

Benjamin från Tudela Baskien var en judisk upptäcktsresande, som troligen omkring 1165 påbörjade en vidsträckt resa, varunder nära 300 orter besöktes i Provence, Italien, Grekland, Palestina, på Sicilien, i Mesopotamien, Persien, Indien, och möjligen även gränsområdet till Tibet och Kina, vidare även Aden, Jemen, Abessinien, Egypten och andra länder. 1173 återvände han över Sicilien till Spanien. Sina intryck samlade Benjamin i en rad resebeskrivningar på hebreiska, Massaoth schel Rabbi Binjamin, av stor betydelse för kännedomen om seder och bruk bland de besökta ländernas folk. 1543 utkom arbetet för första gången i Konstantinopel och har senare utgetts i en mängd upplagor. 1907 utkom en översatt kritisk upplaga med varianter, inledning och karta av Nathan Marcus Adler.